# افتخار (اسم)
افْتِخَار هو اسم علم مؤنث من أصل عربي، ومعناه هو الاعتزاز بالشمائل، والعظمة.